# Ласло Краснахоркаи
Ласло Краснахоркаи (на унгарски: Krasznahorkai László) е унгарски писател и сценарист, автор на „Сатанинско танго“.

## Биография
Роден е в Дюла в семейството на адвоката Дьорд Краснахоркаи и социалната работничка Юлия Палинкас. Следва в юридическия факултет на Сегедския университет (1973 – 1976) и на Будапещенския университет (1976 – 1978). През 1983 г. завършва и филология в Будапещенския университет с дипломна работа върху творчеството на Шандор Мараи в емиграция. Пътешества много: през 1990 г. е в Монголия и Китай, през 1992 г. плава из Атлантическия океан, обикаля Европа и САЩ (1992 – 1998), бил е в Босна (1996) и Япония (1997, 2000, 2005).

### Романи
- Sátántangó (1985)
Сатанинско танго. Превод от унгарски Светла Кьосева. София: Стигмати, 2001, 256 с.[3]
- Az ellenállás melankóliája (Меланхолия на съпротивата, 1989)
- Az urgai fogoly (Пленникът на Урга, 1993)
- Háború és háború (Война и война, 1999)
- Északról hegy, Délről tó, Nyugatról utak, Keletről folyó (От север – планина, от юг – езеро, от изток – път, от запад – река, 2003)
- Rombolás és bánat az Ég alatt (Разруха и печал в Поднебесната империя, 2004)
- Seiobo járt odalent (Си-ван-му тук сред нас, 2008)
- Az utolsó farkas (Последният вълк, 2009)
- Báró Wenckheim hazatér (Завръщането на барон Венкхайм, 2016)
- Herscht 07769 (2021)
- Zsömle odavan (2024)

### Сборници с разкази
- Kegyelmi viszonyok (Последната милост, 1986)
- Megjött Ézsaiás (1998)
- Állatvanbent (2010)
- Megy a világ (2013)

## Сценарии
- 1988: Kárhozat, унгарски филм под режисурата на Бела Тар, оригинален сценарий на Ласло Краснахоркаи
- 1994: Sátántangó, унгарски филм под режисурата на Бела Тар, адаптация на Ласло Краснахоркаи по романа му Сатанинско танго
- 2000: Werckmeister harmóniák, унгарски филм под режисурата на Бела Тар, адаптация на Ласло Краснахоркаи по романа му Меланхолия на съпротивата
- 2007: A Londoni férfi, унгарски филм под режисурата на Бела Тар, адаптация на Ласло Краснахоркаи по романа на Жорж Сименон Човекът от Лондон
- 2011: A torinói ló, унгарски филм под режисурата на Бела Тар, оригинален сценарий на Ласло Краснахоркаи и Бела Тар

## Награди и отличия
- Награда „Атила Йожеф“ (1987)
- Награда „Тибор Дери“ (1992)
- Preis der SWR-Bestenliste (1993) за Меланхолия на съпротивата
- Награда „Шандор Мараи“ (1998)
- Награда на фондация „Отворено общество“ (2003)
- Награда „Кошут“ (2004)
- America Award in Literature (2014)
- Награда „Виленица“ (2014)
- Международна награда „Ман Букър“ (2015)[4]
- Творческа награда АЕГОН (2017) за романа Барон Венкхайм се завръща у дома